# 高木英克
高木 英克（たかぎ ひでかつ、1965年生）は、北海道出身の元アイスホッケー選手、監督。ポジションはディフェンス。
長年日本代表として活躍。引退後は監督を５季努めた。

## 経歴
駒澤大学附属苫小牧高等学校および明治大学卒。王子イーグルスへ入団。第22回日本リーグ新人賞。兄邦男(国土)との兄弟対決も話題に。